# Orchestrazione virtuale
L'orchestrazione virtuale è una procedura, assistita tramite computer, che permette di ricreare virtualmente, con buona approssimazione il suono e le articolazioni di tutti gli strumenti reali ma non solo. Permette inoltre di umanizzare un'esecuzione sintetica dal punto di vista dell'esecuzione strumentale e dal punto di vista dell'ambientazione spaziale ed ambientale.
Sfrutta appieno le possibilità del MIDI, fondendole con le potenzialità dei plug-in instruments (VST) inventati nella metà degli anni novanta dalla software house tedesca Steinberg.